# Caravană

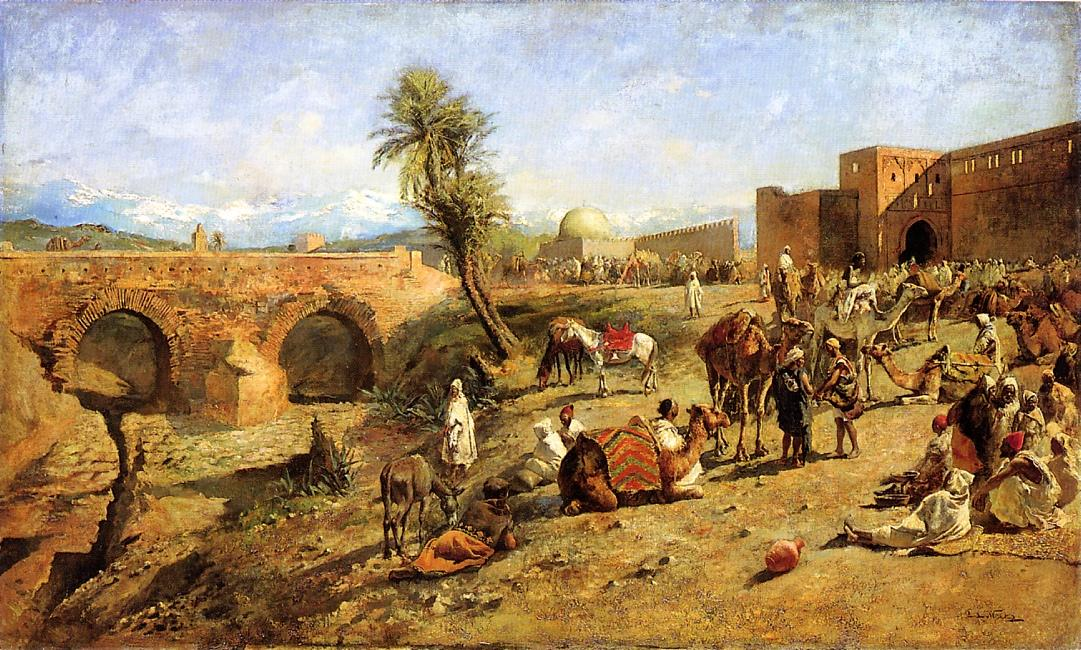
Edwin Lord Weeks, Sosirea unei caravane în apropierea unui oraș din Maroc

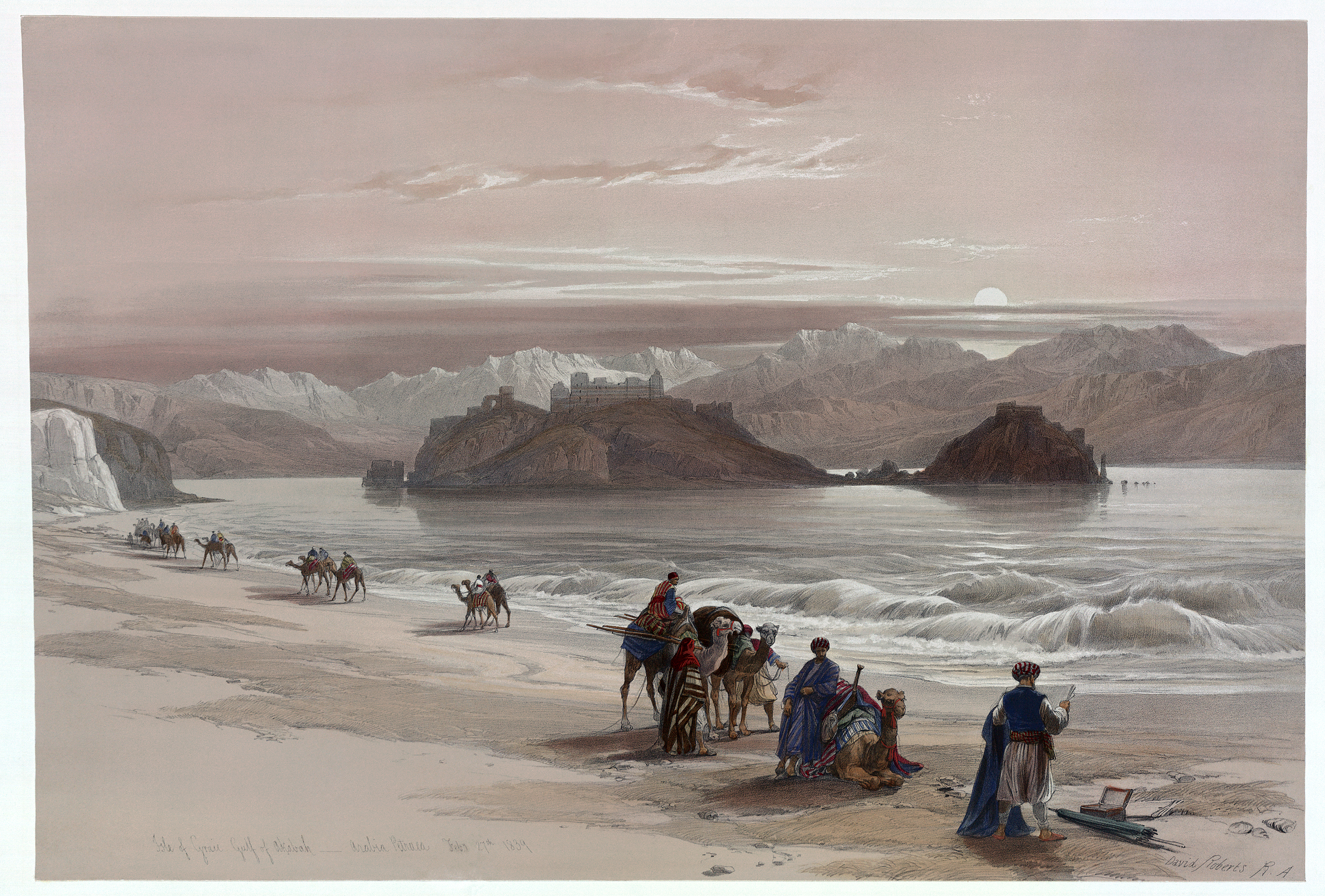
O caravană comercială traversând insula Graia din Golful Akaba, Arabia Petraea, litografie din 1839 de Louis Haghe după pictura originală a lui David Roberts

Caravană de cămile în Maroc

O caravană (din persană کاروانکاروان) este un grup de persoane și de animale de povară (de obicei cămile) care călătoresc împreună, de multe ori într-o expediție comercială. Caravanele au fost utilizate în principal în zonele deșertice și de-a lungul Drumului mătăsii, din cauza faptului că drumul în grup permitea o apărare mai bună împotriva bandiților, precum și o dezvoltare a comerțului între zone diferite ale lumii.
În vremurile istorice, caravanele care călătoreau între Asia de Est și Europa transportau adesea bunuri de lux și cu o valoare mare, cum ar fi mătasea sau bijuteriile. Organizarea caravenelor necesitau, prin urmare, investiții considerabile și erau o țintă preferată a bandiților. Profiturile unei caravane ce a ajuns cu succes la destinație putea fi enorm, în comparație cu negoțul de mirodenii de mai târziu. Transportul bunurilor de lux de-a lungul unor rute comerciale importante i-a determinat pe conducătorii regiunilor traversate să construiască caravanseraiuri. Caravanseraiurile erau opriri pe drumul caravanelor ce facilitau comerțul și obținerea de informații politice, militare sau comerciale din Asia, Africa de Nord și Europa de Sud-Est, mai ales de-a lungul Drumului Mătăsii. Acolo se găsea apă pentru consumul uman și animal, se puteau spăla hainele prăfuite și se puteau aduce ofrande rituale. Membrii caravanelor găseau furaje pentru animale și provizii necesare pentru continuarea călătoriei. În plus, prăvăliile din caravanserai puteau cumpăra bunuri de la negustorii care călătoreau.
Cu toate acestea, volumul de mărfuri care putea fi transportat de o caravană era limitat chiar și după standardele epocii antice sau medievale. De exemplu, o caravană de 500 de cămile putea transporta doar o treime sau o jumătate din cantitatea de mărfuri transportată de o navă comercială bizantină.
Caravanele din prezent în zonele mai puțin dezvoltate ale lumii transportă adesea mărfuri importante prin zone greu accesibile, precum semințe necesare pentru agricultură în regiunile aride. Un astfel de exemplu sunt caravanele de cămile care traversează marginile sudice ale deșertului Sahara.

## Legături externe
Materiale media legate de Caravans la Wikimedia Commons